# Blu di bromofenolo
Il blu di bromofenolo è un indicatore.
A temperatura ambiente si presenta come un solido chiaro marrone dall'odore di fenolo.
Uno dei suoi utilizzi è nell'elettroforesi su gel. Viene utilizzato come marcatore di corsa per verificare quando le proteine hanno compiuto completamente la loro corsa.